# Markus Achleitner

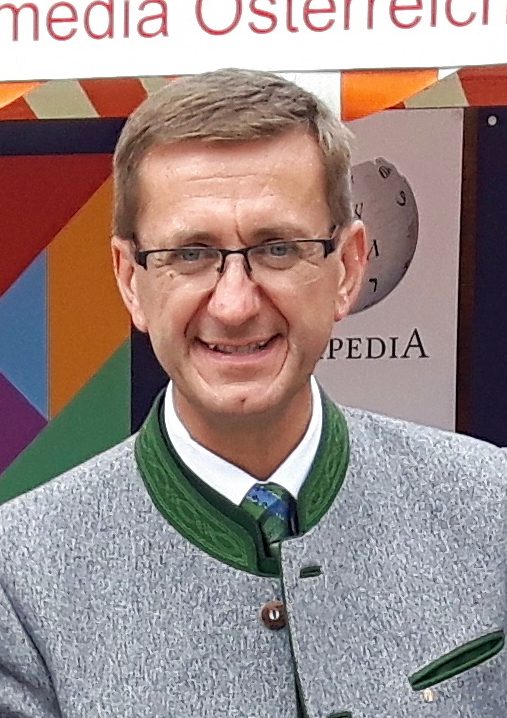
Markus Achleitner (2019)

Markus Achleitner (* 22. April 1969 in Grieskirchen) ist ein österreichischer Manager und Politiker (ÖVP). Er war Generaldirektor der OÖ Thermenholding GmbH und ist seit dem 6. Dezember 2018 Landesrat in der Landesregierung Stelzer I bzw. Stelzer II.

## Leben
Markus Achleitner besuchte nach der Volksschule in Aichkirchen und der Musikhauptschule in Lambach die Handelsakademie in Wels. Den Präsenzdienst leistete er bei der Militärmusik Oberösterreich ab. Anschließend besuchte er das College für Tourismusmanagement Schloß Kleßheim bei Salzburg. 1991 wurde er Hoteldirektor eines Vier-Sterne-Hotels in Pörtschach in Kärnten. Nach Abschluss seiner Ausbildung folgte gemeinsam mit ein paar Schulkollegen ein Jahr als Kabarettist. Ab 1994 war er mit der Eröffnung einer Gasthausbrauerei in Wels beschäftigt.
1997 übernahm er die Leitung der Eurotherme Bad Schallerbach, 2006 wurde er Geschäftsführer der neu gegründeten OÖ Thermenholding GmbH, bestehend aus der Eurotherme Bad Schallerbach, der Eurotherme Bad Hall und der Eurotherme Bad Ischl. 2010 wurde er zum Generaldirektor der Eurothermen ernannt. Von 2007 bis 2018 war er Lektor für Tourismusfinanzierung am Management Center Innsbruck (MCI). 2008 wurde er Vizepräsident der European Waterpark Association (EWA), 2017 wurde er zum Präsidenten der EWA gewählt. Seit 2011 ist er Mitglied des Landestourismusrates Oberösterreich, seit 2015 ist er in der Wirtschaftskammer Oberösterreich Obmann-Stellvertreter der Fachgruppe Hotellerie, in der Wirtschaftskammer Österreich (WKO) ist er Obmann-Stellvertreter des Fachverbandes der Gesundheitsbetriebe.
Am 14. Juni 2018 wurde bekanntgegeben, dass Achleitner aufgrund des Wechsels von Michael Strugl in den Vorstand des Stromkonzerns Verbund AG Landesrat in der oberösterreichischen Landesregierung werden soll. Achleitner wurde am 6. Dezember 2018 angelobt und ist für das Standortressort mit Wirtschafts-, Wissenschafts- und Forschungsagenden verantwortlich. Als Landeshauptmann-Stellvertreterin folgte Strugl Christine Haberlander nach. Achleitner ist ÖVP-Mitglied und im Wirtschaftsbund aktiv.
Als Generaldirektor der Eurothermen Resorts folgte ihm mit 1. Dezember 2018 Thomas Prenneis nach. Auf der Thermen-Promenade wurde Achleitner mit einem eigenen Meilenstein gewürdigt. Im März 2019 wurde er als Nachfolger von Michael Strugl zum Aufsichtsratsvorsitzenden der Energie AG Oberösterreich gewählt. Im Rahmen der Koalitionsverhandlungen zur Regierungsbildung 2019 verhandelt Achleitner in der Hauptgruppe Klimaschutz, Umwelt, Infrastruktur und Landwirtschaft.

## Auszeichnungen
- 2018: Ehrenring der Marktgemeinde Bad Schallerbach[15]
- 2023: Verleihung des Berufstitels Kommerzialrat[16]